# Daniel Kinsey
Daniel Chapin Kinsey (ur. 22 stycznia 1902 w Saint Louis, zm. 27 czerwca 1970 w Richmond) – amerykański lekkoatleta płotkarz, mistrz olimpijski.
Jako student University of Illinois zaczął odnosić sukcesy lekkoatletyczne w biegu przez płotki. W 1924 został akademickim mistrzem USA (IC4A) na 120 jardów przez płotki. Na igrzyskach olimpijskich w 1924 w Paryżu zwyciężył w biegu na 110 metrów przez płotki przed Sidneyem Atkinsonem ze Związku Południowej Afryki. Obaj zawodnicy objęli prowadzenie po starcie i biegli równo do 8. płotka, na którym Atkinson uzyskał nieznaczną przewagę. Uderzył jednak stopą o ostatni płotek, co pozwoliło Kinseyowi odnieść zwycięstwo.
Kinsey ukończył studia w 1926. Pracował naukowo zajmując się wychowaniem fizycznym w Oberlin College w Oberlin, a następnie na University of Michigan.

## Rekord życiowy
źródło:
- 110 m ppł – 14,9 s. (1924)